# Spóźnieni kochankowie
Spóźnieni kochankowie (ang. Last lovers) – powieść napisana w 1991 r. (wydana w Polsce w 1993 r.) przez Williama Whartona. Składa się z trzynastu rozdziałów, który każdy jest zakończony krótkim podsumowaniem danych wydarzeń narracji spotkanej kobiety, są to tzw. "Marzenia w mroku". Fabuła osadzona jest w 1975 r. pomiędzy kwietniem a listopadem. Powieść zadedykowana została żonie autora – Rosemary Wharton. Książka jest historią dwojga ludzi, którzy spotkawszy się pewnego dnia przez najzwyklejszy przypadek, stają się dla siebie nieodłączną częścią życia. Spędzają ze sobą coraz więcej czasu, a ich znajomość zamienia się w przyjaźń, może nawet w romans.

## Opis fabuły
Amerykański biznesmen Jack (choć naprawdę ma na imię John), po rozstaniu ze swoją żoną Lorrie (z powodu jej romansu z Didierem), postanowił na stałe zamieszkać w Paryżu i oddać się ukochanemu hobby, jakim jest malowanie. Paryż to dla niego miejsce gdzie, jak sądzi, odnajdzie sens życia na nowo, a malarstwo jest dla niego najlepszym pomocnikiem. Pewnego dnia malując kościół Saint-German-des-Prés doświadczył małego zderzenia z kobietą. Dopiero po chwili zdał sobie sprawę z tego, że jest niewidoma. Nawiązawszy rozmowę usuwa swoje "dzieło sztuki spontanicznej" na płaszczu kobiety powstałe w wyniku zetknięcia się z farbami. Następnego dnia okazało się, że Mirabelle ma również swoją pasję – opiekuje się gołębiami, które codziennie obsiadają pomnik Denisa Diderota. Bohater jest oczami Mirabelle i opisuje jej każdego gołębia słowami artysty, aby ta mogła zapamiętać i wiedzieć jak jej ulubieńcy wyglądają. Jacques (tak Mirabelle nazywa Jacka) nawiązał z nią znajomość, dzięki której po pewnym czasie złożył starszej pani wizytę w jej domu przy Rue des Ciseaux 5. Pierwsze jego spostrzeżenie nie było miłe, ponieważ wszystkie żarówki były przepalone, a więc dom tonął w ciemnościach. Jacques zadomowił się u Mirabelle, a później się nawet do niej przeprowadził. Jednak zanim to nastąpiło, razem malowali obrazy. Dzieła przedstawiały "migawki", które Mirabelle zachowała w swojej pamięci z dzieciństwa, z czasów kiedy jeszcze widziała. Jacques dostał również od niej zlecenie, aby namalować jej portret. Już na pierwszym obiedzie (déjeuner) powstała między nimi pewna więź. Swoistym jej przypieczętowaniem jest kieliszek unikalnego likieru, przysłanego Mirabelle przez jej ojca tuż przed śmiercią – Poire William (z gruszką w środku). Z czasem znajomość Mirabelle i Jacques'a coraz bardziej się zawiązywała, aż w końcu postanowił u niej zamieszkać. W drodze rewanżu zaproponował odnowić jej mieszkanie. W tym czasie Mirabelle poznała historię Jacques'a – jak zaczął żyć jak kloszard, co robił przedtem, ona również opowiedziała mu historię swojego życia – o tym jak straciła wzrok, jak opuścili ją wszyscy najbliżsi i jak bardzo czuje się samotna. Ta wymiana doświadczeń jeszcze bardziej ich zbliżyła, aż pewnej nocy Mirabelle przyszła do pokoju Jacques'a. W ten sposób rozpoczął się ich romans, który był próbą pokazania jej tego, czego nie miała możliwości doświadczyć wcześniej. Pewnej nocy Mirabelle przełamała swój strach i postanowiła przeżyć swoje pierwsze miłosne uniesienie właśnie z Jackiem. Następnego ranka Jacques zauważył ze zdziwieniem, że Mirabelle siedzi na podłodze i wpatruje się w wiszące na ścianie obrazy, które razem namalowali. Okazało się, że odzyskała wzrok, jednak widzi tylko obrazy, nic poza tym. W międzyczasie Mirabelle odkryła przed Jakiem swoje inne umiejętności: grę na klawesynie, znajomość języków obcych tylko z kaset. Koncerty na klawesynie sprawiały i jej, i jemu wiele radości i jeszcze bardziej zbliżyły ich emocjonalnie. Gdy nadeszła noc, podczas której Mirabelle zaczęła widzieć Jacques'a to była prawdziwa rozkosz dla obydwojga. Jednak rankiem następnego dnia okazało się, że Mirabelle nie żyje. Jacques nie mógł w to uwierzyć, jednak po jakimś czasie pogodził się ze stratą. Najważniejsze było dla niego to, że umarła szczęśliwa tak jak żyła. Postanawia wrócić do Minneapolis, do rodziny, jednak uprzednio zanosi ciało Mirabelle na więżę kościoła, który uprzednio namalował. Tam wysoko pod nieboskłonem, złożył jej ciało, aby na zawsze była blisko swoich przyjaciół, gołębi. Wokół jej szczątek ułożył martwe gołębie, niczym orszak, oraz jej rzeźby. Tak Mirabelle na zawsze pozostała blisko Jacques'a poprzez jego obrazy, oraz blisko swych wiernych latających przyjaciół...